# Luigi Martini (politico)
Luigi Martini (Monteu da Po, 1838 – Torino, 1894) è stato un avvocato e politico italiano.
Fu pretore a Napoli, Biella, e infine a Torino. Luigi Martini è ricordato per le sue importanti iniziative filantropiche e soprattutto per aver fondato a Torino, nel 1889, la "Casa Benefica per Giovani Derelitti". La città di Torino gli ha dedicato il "Giardino Luigi Martini", un'area rettangolare nel quartiere Cit Turin, ove sorgeva la Casa Benefica da lui fondata, tanto che tale area è citata in Torino come "piazza Benefica".